# Alicia en el país de las maravillas (película de 2006)
Alicia en el país de las maravillas es una película de 2006 dirigida por el indio Sibi Malayil. Jayaram y Sandhya actuaron como el hermano y la hermana de Alicia. La música es calificada por Vidyasagar.

## Argumento
La Hermana de Alicia (Sandhya) está con problemas mentales. Él adora a ella y cae la baba con ella. En su vida viene Victor (Vineeth), un joven mago. Su naturaleza amorosa atrae a Alice. Alby siente la intrusión y las relaciones se vuelven tensas entre hermano y hermana.
Sophia (Laya), un estudiante de investigación de Singapur, quiere preparar una tesis sobre los orfanatos. Ella y Alby se convierten en amigos. Pronto se convierte en Alby atraído por ella y esto crea tensión en su mente. Deben llegar a un acuerdo con los demás necesidad de compañía en su vida.
La película está basada en una comedia romántica de Hollywood, Benny y Joon , protagonizada por Aidan Quinn , Mary Stuart Masterson , Johnny Depp y Julianne Moore.
- Datos: Q5668881